# Agustín Marchesín
Agustín Federico Marchesín (San Cayetano, 1988. március 16. –) argentin labdarúgó, a portugál Porto kapusa.

## Sikerei, díjai
A Santos Laguna és az América csapatával is egyszeres mexikói bajnok (2015 Clausura illetve 2018 Apertura).
- Copa América: 2021